# ASIN
ASIN è un acronimo per Amazon Standard Identification Number, che individua un codice identificativo alfanumerico a 10 cifre usato da Amazon.com e da aziende sue collaboratrici.
Ogni prodotto venduto su Amazon è fornito di un unico ASIN, per libri con International Standard Book Number (ISBN) a 10 cifre, l'ASIN e l'ISBN coincidono. Il codice è riportato nei dettagli di ciascun prodotto e inserito nel motore di ricerca interno permette di trovare immediatamente il prodotto o l'offerta.